# Канцеларијски простор
Канцеларијски простор (енгл. Office Space) је америчка црна комедија из 1999. године, режисера и сценаристе Мајка Џаџа. Филм сатиризује радни живот типичне софтверске компаније из средине 1990-их, фокусирајући се на неколицину радника уморних од свог посла. У главним улогама су Рон Ливингстон, Џенифер Анистон, Стивен Рут, Гари Кол, Дејвид Херман, Аџај Наиду и Дидрих Бејдер.
Филм је снимљен у Даласу и Остину у Тексасу. Базиран је на Џаџовој цртаној серији Милтон и његов је први играни филм. Његов филм Главни састојак из 2009. године је такође смештен у канцеларију и замишљен је као додатак филму Канцеларијски простор. Због симпатичног приказа обичних радника који се баве информационим технологијама, филм је добио култни статус у том пољу, али се такође бави и темама које су познате запосленима у канцеларијама и радној снази уопште. Није остварио финансијски успех, зарадивши 12,2 милиона долара, уз буџет од 10 милиона. Међутим, након поновљених приказивања на каналу Комеди сентрал, остварио је значајну продају на кућним медијима и постао је култни филм.
Неке сцене из филма су постали интернет мимови. Сцена у којој три главна лика уништавају нефункционални штампач је нашироко пародирана, од стране анимиране серије Породични човек, Јутјуб канала Смош, председничке кампање Теда Круза, као и од стране многих аматера. Компанија Swingline је увела црвену хефталицу у своју производњу због лика Милтона, који је користио такву хефталицу у овом филму.

## Радња
Питер је компјутерски програмер који ради за компанију Инитек. Сваки дан он, као и његови пријатељи, Самир и Мајкл, трпе бескрајна понижења и увреде на свом бездушном радном месту од свог бездушног шефа, Била. За Питера, заробљеног у малом стану, сваки је дан гори од претходног − што значи да му је сваки дан најгори дан у животу. И још поврх свега, Инитек је ангажовао људе чији је задатак да поделе отказе. Једног дана, Питерова ускоро бивша девојка Ен натера га да оде на терапију хипнозом како би смањио количину стреса. Међутим, док је Питер под хипнозом, терапеут умире. Обзиром да није изашао из хипнотичког стања, Питеру се отвора сасвим нови поглед на живот. Ако га нешто изнервира, он то само игнорише и удаљи се. У потпуности је релаксиран и ужива у животу први пут након дуго времена.

## Улоге
| Глумац          | Улога            |
| --------------- | ---------------- |
| Рон Ливингстон  | Питер Гибонс     |
| Џенифер Анистон | Џоана            |
| Стивен Рут      | Милтон Вадамс    |
| Гари Кол        | Бил Ламберг      |
| Дејвид Херман   | Мајкл Болтон     |
| Аџај Наиду      | Самир Наинанаџар |
| Дидрих Бејдер   | Лоренс           |
| Пол Вилсон      | Боб Портер       |
| Џон Макгинли    | Боб Слајдел      |
| Ричард Рил      | Том Смиковски    |
| Мајк Џаџ        | Стен             |